# (8605) 1968 OH
1968 أو إتش (ويعرف أيضًا باسم (8605) 1968 أو إتش وفق تسمية الكوكب الصغير) (بالإنجليزية: 1968 OH)‏ هو كويكب ضمن حزام الكويكبات؛ وترتيبه 8605 من حيث الاكتشاف.
اكتُشف هذا الجُرم الفلكي بواسطة كارلوس توريس في 18 يوليو 1968.

## وصلات خارجية
- (8605) 1968 OH في قاعدة بيانات مختبر الدفع النفاث لأجرام النظام الشمسي الصغيرة

- الاكتشاف · مخطط المدار ·  العناصر المدارية · المعلمات المادية

- (8605) 1968 OH على موقع ويكي سكاي: DSS2, SDSS, GALEX, IRAS, Hydrogen α, X-Ray, Astrophoto, Sky Map, Articles and images